# Цуповка (Дергачёвский район)
Цуповка (укр. Цупівка) — село в Дергачёвском районе Харьковской области Украины. Входит в Прудянский поселковый совет.

## Население
Население по переписи 2001 года составляло 1010 человек (452 мужчины и 558 женщин).

## Географическое положение
Село Цуповка находится на левом берегу реки Лопань в месте впадения в неё реки Татарка, выше по течению реки Лопань в 3 км расположено село Новая Казачья, ниже по течению в 2-х км расположен пгт Прудянка, на противоположном берегу расположено бывшее село Чайковка (присоединено к селу Цуповка), выше по течению реки Татарка примыкают сёла Дубовка и Лобановка, в селе есть железнодорожная станция Платформа Цуповка.

## История
В первые дни вторжения России на Украину в феврале 2022 года село с 13 марта было оккупировано российскими войсками. Многие дома были сильно повреждены обстрелами. Во время боев был разрушен мост через реку Татарка, и село оказалось разделено на две части. 11 сентября село было освобождено украинской армией.

## Объекты социальной сферы
- Школа I—II ст.
- Детский сад.
- Храм Александра Невского.